# Israel Kinnander
Israel Kinnander, född 21 juni 1833 i Kristbergs församling, Östergötlands län, död 13 november 1928 i Grangärde församling, Kopparbergs län, var en svensk präst.

## Biografi
Israel Kinnander föddes 1833 i Kristbergs församling. Han var son till komministern Paul Gerhard Kinnander i Älvestads församling, som i sin tur var son till Paul Kinnander. Kinnander studerade i Linköping och blev vårterminen 1853 student vid Uppsala universitet. Han avlade teoretisk teologisk examen 27 maj 1859 och praktisk teologie examen 14 april 1860. Den 31 januari 1861 prästvigdes han i Strängnäs domkyrka och blev 24 november 1862 komminister i Östra Eds församling, tillträde 1865. Han avlade pastoralexamen 10 december 1868. Kinnander blev 26 augusti 1870 komminister i Hannäs församling, tillträde 1871. Han blev 18 december 1874 kyrkoherde i Jonsbergs församling, tillträde 1876. Den 23 november 1888 blev han kyrkoherde i Häradshammars församling, tillträde 1891 och var från 25 april 1888 till 30 april 1911 kontraktsprost i Vikbolands kontrakt. Kinnander blev 1903 ledamot av Vasaorden. Kinnander avled 1928 i Grangärde församling.

### Familj
Kinnander gifte sig 28 juni 1888 med Clementine Cecilia Lewin (1836–1902). Hon var dotter till ryttmästaren August Henric Lewin vid Skånska dragonregementet och Thecla Samuelina Fredrica Elfving. De fick tillsammans barnen Israel Kinnander (1867–1869), krigsrådet Karl Magnus Kinnander (född 1869), Cecilia Kinnander (född 1870), Louise Kinnander (född 1872), Maria Kinnander som var gift med kyrkoherden J. F. Holmberg i Rogslösa församling och häradshövding Gustaf Kinnander (född 1878).